# 青森県道236号石川停車場線
青森県道236号石川停車場線（あおもりけんどう236ごう いしかわていしゃじょうせん）は、青森県弘前市を通る一般県道である。

## 概要
JR奥羽本線 石川駅から奥羽本線を越えて、弘南バス石川西口バス停付近で青森県道260号石川百田線に合流する。
青森県の告示上の終点は国道7号交点であるが、バイパスの開通により、終点が県道260号の交点となっている。

### 路線データ
- 起点：石川停車場[1]
- 終点：国道七号交点（弘前市大字石川）[1]

## 歴史
- 1961年（昭和36年）2月10日 - 県道に認定される[1]。

## 地理

### 交差する道路
- 青森県道260号石川百田線（終点）

### 沿線の施設など
- JR奥羽本線 石川駅
- 弘南鉄道大鰐線 義塾高校前駅[2]
- 東奥義塾高等学校